# Karl Rehn
Karl Rehn war ein deutscher Chemiker.
Der Kunststoff Polypropylen wurde zum ersten Mal im März 1954 von Rehn in den Farbwerken Hoechst und zeitgleich vom Chemiker Giulio Natta zusammen mit Paolo Chini am Politecnico di Milano synthetisiert. Rehn verwendete für die Synthese einen Ziegler-Katalysator. Hoechst entschied sich jedoch gegen ein Patent. Das italienische Unternehmen Montecatini begann 1957 mit der industriellen Produktion. 1963 erhielten Karl Ziegler und Giulio Natta den Nobelpreis für Chemie.